# Sous-espace supplémentaire
En mathématiques, plus précisément en algèbre linéaire, deux sous-espaces vectoriels d'un même espace vectoriel sont supplémentaires dans cet espace si tout vecteur de l'espace se décompose de façon unique en une somme de vecteurs de chacun des deux sous-espaces.
L'existence d'une telle décomposition pour tout vecteur revient à dire que la somme des deux sous-espaces est égale à l'espace tout entier, et l'unicité équivaut à ce que cette somme soit directe (ce qui se caractérise par le fait que l'intersection des deux sous-espaces est réduite au vecteur nul).

## Confusion fréquente
La notion de supplémentaire est souvent confondue avec la notion ensembliste de complémentaire qui est très différente. Les différences entre les deux notions sont nombreuses. Tout d'abord, il y a unicité du complémentaire, alors que pour un sous-espace donné, il existe généralement une infinité de supplémentaires différents. Ensuite, l'intersection d'un sous-espace avec un supplémentaire n'est pas vide mais contient le vecteur nul (et uniquement celui-là). Par ailleurs, le complémentaire d'un sous-espace vectoriel n'est jamais un sous-espace vectoriel. Enfin, la réunion d'un sous-espace et d'un supplémentaire n'est pas égale à tout l'espace, plus subtilement, elle engendre cet espace. De façon intuitive, deux sous-espaces supplémentaires contiennent exactement l'information dont on a besoin pour reconstituer l'espace entier.

## Définition
Dans toute la suite de l'article, {\displaystyle F} et {\displaystyle G} sont deux sous-espaces vectoriels d'un même espace {\displaystyle E}.

## Critères
Théorème — Les propriétés suivantes sont équivalentes :
1. F et G sont supplémentaires ;
2. L'application somme F×G → E, (u, v) ↦ u + v est bijective, autrement dit (puisqu'elle est toujours linéaire sur l'espace vectoriel produit F×G) c'est un isomorphisme d'espaces vectoriels ;
3. E = F + G et F  ∩ G = { 0 } ;
4. Il existe un projecteur q de E (c'est-à-dire un endomorphisme de E vérifiant q∘q = q) de noyau F et d'image G ;
5. Il existe deux projecteurs p et q de E dont la somme vaut l'identité et dont les images respectives sont F et G ;
6. Il existe une base de F et une base de G dont la juxtaposition forme une base de E ;
7. La restriction à G de la surjection linéaire canonique de E sur l'espace vectoriel quotient E/F est bijective.

En dimension finie, on en déduit d'autres critères, dont le plus utile est le suivant :

Si E est de dimension finie alors F et G sont supplémentaires si et seulement si F  ∩ G = { 0 } et dim(F) + dim(G) = dim(E).

## Propriétés
Le critère 2 prouve le cas particulier suivant de la formule de Grassmann (en dimension finie ou infinie) :

si F et G sont supplémentaires dans E, alors dim(F) + dim(G) = dim(E).
Le critère 6 fournit un procédé simple pour construire deux sous-espaces supplémentaires : couper une base de E en deux parties complémentaires et prendre les sous-espaces engendrés par ces deux parties. En matière de base, on réduit ainsi la notion de supplémentaire à celle de complémentaire. Si on part d'une base de F et qu'on utilise le théorème de la base incomplète pour construire une base de E, les vecteurs qu'on a, ce faisant, ajoutés à la base de F engendrent un supplémentaire de F. Ainsi,

tout sous-espace F de E possède des supplémentaires.
Le critère 7 prouve que tout supplémentaire de F dans E est isomorphe à E/F. Ainsi,

tous les supplémentaires de F dans E sont isomorphes.
Ils ont donc la même dimension, finie ou infinie. Cette dimension commune est appelée la codimension de F dans E.

## Supplémentaire topologique
Dans un espace vectoriel normé ou plus généralement dans un espace vectoriel topologique E, deux supplémentaires algébriques F et G sont dits supplémentaires topologiques si l'une des conditions équivalentes suivantes est vérifiée :
- la bijection linéaire continue + : F×G → E est un homéomorphisme ;
- F et G sont fermés et la restriction à F de la projection de E sur E/G est un homéomorphisme ;
- F et G sont fermés et le projecteur d'image F et de noyau G est continu.

Si E est un espace de Banach, il suffit pour cela que les supplémentaires algébriques F et G soient fermés,.
Dans un espace vectoriel normé, tout sous-espace de dimension finie et tout sous-espace fermé de codimension finie admet un supplémentaire topologique.
Le problème de déterminer, parmi les sous-espaces fermés de tel ou tel espace de Banach E, lesquels possèdent un supplémentaire topologique, a été très étudié,. Ils en possèdent tous si et seulement si E est topologiquement isomorphe à un espace de Hilbert. Il est isométriquement isomorphe à un Hilbert si (et seulement si) tout sous-espace fermé est l'image d'un projecteur de norme 1.